# Henri Rousseau
Pour l’article ayant un titre homophone, voir Henry Rousso.
Pour les articles homonymes, voir Rousseau.

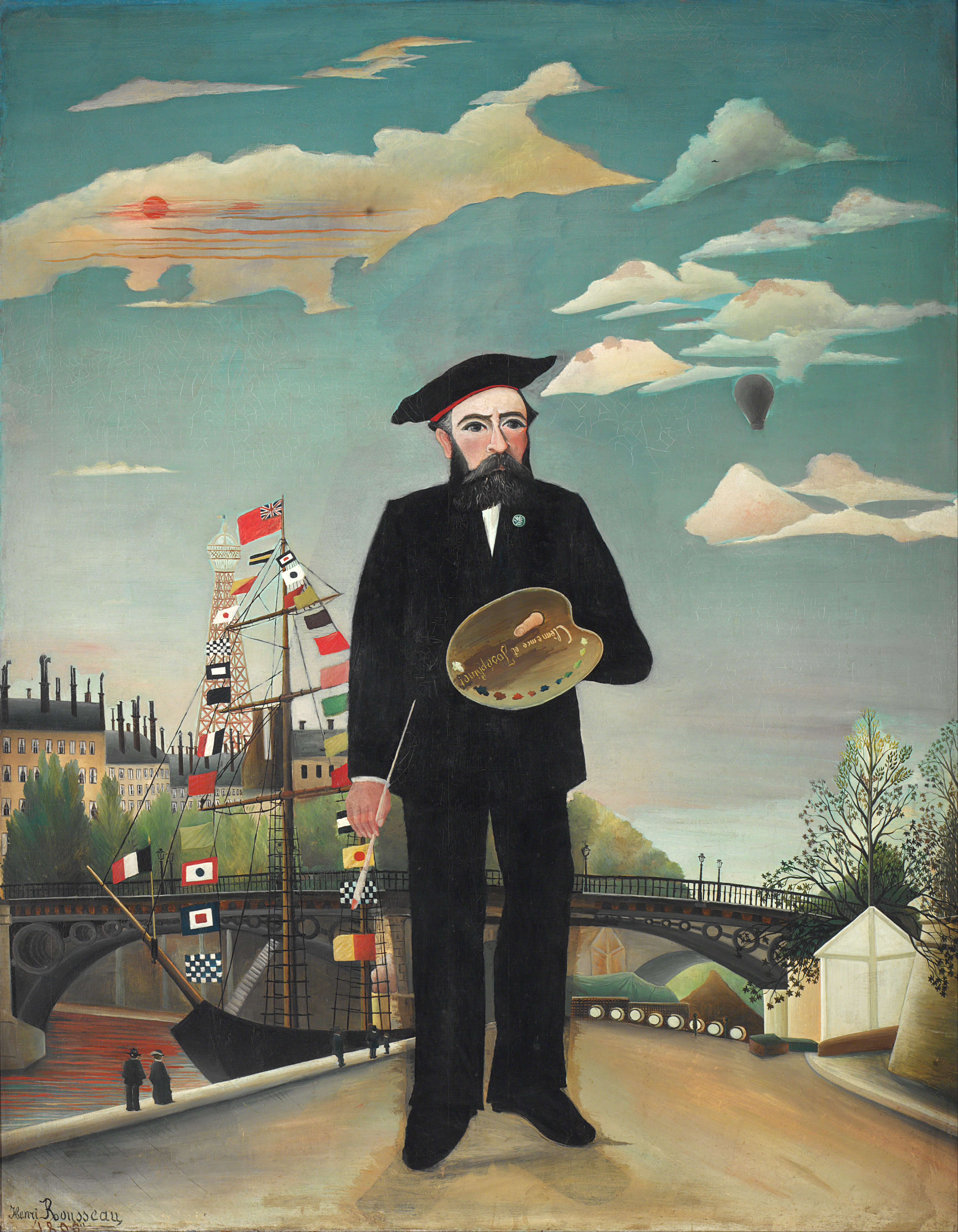
Moi-même, portrait-paysage, (autoportrait) de Rousseau Prague, Galerie nationale (1890).

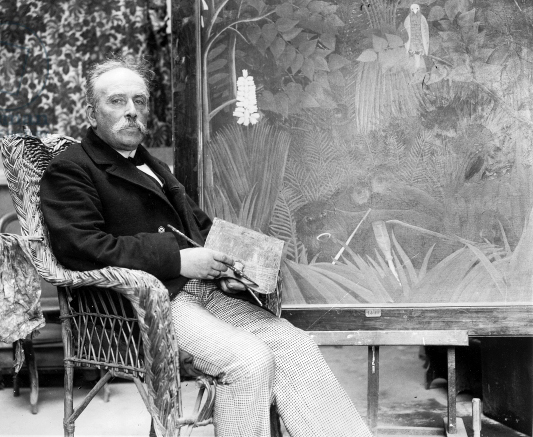
Rousseau, en 1907, dans son atelier de la rue Perrel devant Les Joyeux Farceurs (photo de Dornac).

Henri Rousseau, aussi appelé « Le Douanier Rousseau », né le 21 mai 1844 à Laval (Mayenne), mort le 2 septembre 1910 à Paris, est un peintre français, considéré comme un représentant majeur de l'art naïf.
Issu d'une famille modeste, il est successivement commis d’avocat à Nantes, militaire à Angers, avant de partir pour Paris où il travaille d'abord comme clerc d’huissier, puis pour l'octroi de la ville, y occupant un poste de commis de deuxième classe, dans le cadre duquel il contrôle les entrées de boissons alcoolisées à Paris. Cette position lui vaudra son surnom de « Douanier ».
Il apprend lui-même la peinture et produit un grand nombre de toiles. Elles représentent souvent des paysages de jungle. Lui n'a pourtant jamais quitté la France, son inspiration provient surtout de livres illustrés, de jardins botaniques, et de rencontres avec des soldats ayant participé à l'intervention française au Mexique.
Ses toiles montrent une technique élaborée, mais leur aspect enfantin lui vaut beaucoup de moqueries. Habitué du Salon des indépendants, il commence à recevoir des critiques positives à partir de 1891 et rencontre quelques autres artistes à la fin de sa vie, comme Marie Laurencin, Robert Delaunay, Paul Signac, Guillaume Apollinaire, Jean-Léon Gérôme, Alexandre Cabanel, Edgar Degas, William Bouguereau, Paul Gauguin, Alfred Jarry, Toulouse-Lautrec et Pablo Picasso. Son travail est aujourd'hui considéré comme crucial pour l'art naïf et il a influencé de nombreux artistes, notamment des surréalistes.
Paul Éluard a dit de lui : « Ce qu’il voyait n’était qu’amour et nous fera toujours des yeux émerveillés. »

## Biographie
Henri Rousseau est le quatrième enfant de Julien Rousseau (1808-1868), ferblantier et d'Éléonore Guiard (1819-1890). Il fait ses études à l'école primaire et au lycée de Laval (où il reçoit un prix de dessin) de 1849 à 1850, mais est mis en pension en 1851 en raison de la faillite de l'entreprise paternelle qui contraint ses parents à déménager plusieurs fois. Peu doué pour les études, il devient commis d'avocat à Nantes de 1860 à 1863. Ayant dérobé une somme de 20 francs à son employeur, l'avocat Fillon, il est condamné à un an de prison pour vol et abus de confiance. Pour échapper à la maison de correction pour mineurs, il signe un engagement volontaire de sept ans dans l'armée et est affecté au 51e régiment d'infanterie à Angers. Il est libéré en 1868 à la suite du décès de son père et rejoint alors Paris.
En août 1869, Henri Rousseau, alors clerc d'huissier, épouse, dans le 7e arrondissement, Jeanne Désirée Clémence Boitard, qui exerce la profession de couturière, née en 1850 à Saint-Germain-en-Laye. Elle meurt en mai 1888 et est inhumée au cimetière du Montparnasse. De leur union naissent neuf enfants, dont huit meurent avant 1886.
En septembre 1899, il épouse en secondes noces, dans le 15e arrondissement, Rosalie Joséphine Noury, née en 1852 à Saint-Laurent-en-Caux, et veuve elle aussi. Elle meurt en mars 1903.
Il travaille d'abord comme clerc d'un huissier puis entre, après la guerre de 1870, à l’Octroi de Paris, comme commis de deuxième classe (et non comme douanier). Cet organisme perçoit les taxes des marchandises entrant dans Paris.

### Carrière de peintre
Il débute en 1872 sa carrière de peintre en autodidacte d'une formidable candeur et, en adepte du spiritisme, il est persuadé que les esprits guident son pinceau. Il obtient une carte de copiste au musée du Louvre, ce qui lui permet de se familiariser avec les chefs-d’œuvre. Son entrée dans la vie artistique est donc relativement tardive. 
Il tente sans succès d'exposer au Salon officiel en 1885 et c’est seulement en 1886 qu'il participe au Salon des indépendants, grâce à l'absence de jury d'entrée. Il y expose quatre tableaux, dont Un soir de carnaval, qui retiennent peu l'attention. Ils susciteront longtemps l'incompréhension et les sarcasmes de la critique et de ses contemporains qui le considèrent comme un « peintre du dimanche. 
Sa notoriété s'accroît cependant avec les années et il continue de participer chaque année au Salon des indépendants. En 1891, il y montre son premier « tableau de jungle », Surpris !, représentant la progression d'un tigre dans une jungle luxuriante. Cette œuvre est particulièrement appréciée par le peintre Félix Vallotton, parlant à son propos d'« alpha et d'oméga de la peinture ».
Sa situation financière devient difficile après son veuvage. Il  prend sa retraite de l'octroi en 1893, pour se consacrer à la peinture, ce qui ne lui apporte pas suffisamment de revenus pour vivre. Il donne alors des cours de violon et écrit plusieurs pièces de théâtre. La même année, il rencontre l'écrivain Alfred Jarry, qu'il héberge un temps. Jarry l'encourage et l'introduit dans les cercles littéraires. C'est lui qui lui donne ce surnom de « Douanier » lorsqu'il apprend que son ami occupe à l'octroi de Paris le poste de « gardien des contrôles et des circulations du vin et de l'alcool », surnom que reprennent les critiques de l'époque pour se moquer de lui. En 1899, il écrit une pièce en cinq actes intitulée La Vengeance d'une orpheline russe. Une valse qu'il compose, « Clémence », fut publiée en 1904. 
Grâce à Jarry, il rencontre les personnalités du monde de l’art et de la littérature de l’époque, tels que Guillaume Apollinaire, Robert et Sonia Delaunay, ou encore Pablo Picasso.
Au Salon de Indépendants de 1894, La Guerre (Musée d'Orsay), est accueillie soit par des sarcasmes, à cause de son aspect maladroit, soit avec enthousiasme, pour sa totale indépendance de style. Ainsi, le jeune peintre Louis Roy écrit dans Le Mercure de France : "cette manifestation a pu paraître étrange parce qu'elle n'évoquait aucune idée de chose déjà vue. N'est-ce point là une qualité maîtresse? [Rousseau] a le mérite, rare aujourd'hui, d'être absolument personnel. Il tend vers un art nouveau...".
À partir de 1901, il devient professeur à l'Association philotechnique, œuvre laïque qui l'emploie comme professeur de dessin et de peinture, ce qui constitue pour lui une véritable réussite sociale. En 1905, un homonyme du Douanier ayant reçu les Palmes académiques, il se les voit attribuer par erreur sur l'annuaire de l'Association philotechnique et laisse croire qu'il en est lui-même bénéficiaire, accrochant l'insigne au revers de sa veste, comme on peut le voir sur ses autoportraits.
Vers 1906, il fait la connaissance du critique et marchand d'art Wilhelm Uhde, et attire rapidement l'attention des artistes et marchands d'art les plus avant-gardistes de l'époque, dont Ambroise Vollard.
Arrêté en novembre 1907 pour avoir été entraîné dans une affaire minable d'escroquerie par un ami, Louis Sauvaget, comptable dans une succursale de la Banque de France, il est incarcéré à la prison de la Santé du 2 au 31 décembre 1907. Il est jugé le 9 janvier 1909 à la cour d'assises de la Seine. Son avocat, maître Georges Guilhermet, adopte une stratégie de défense qui tente de démontrer que le peintre est aussi naïf que ses toiles et n'a pas pu commettre un tel délit. Pour appuyer sa démonstration, il présente aux jurés une des toiles du peintre, qui montre 21 singes juchés sur des cocotiers et jouant avec des oranges énormes, tableau qui provoque l’hilarité générale. Cette tactique échoue néanmoins et Henri Rousseau est condamné à deux ans de prison avec sursis et à 100 francs d'amende. Mais dans ses mémoires, Guilhermet raconte que dans ce tableau, disparu depuis, le peintre avait malicieusement représenté, sous les traits des singes, les protagonistes du procès (le président et ses assesseurs, l’avocat général, le greffier, les 12 jurés, l’accusé, son complice et leurs avocats respectifs), tandis que les oranges, « aussi volumineuses que des montgolfières », figuraient les « arguments massue » dont les avocats « allaient bombarder le ministère public ».
En 1908, Picasso donne un banquet au Bateau-Lavoir, célèbre cité d'artistes du 13 place Émile-Goudeau dans le 18e arrondissement de Paris, en l’honneur du Douanier Rousseau. Sont présents, entre autres, Guillaume Apollinaire, Marie Laurencin et André Salmon. C'est là que Rousseau a le mot de la fin, en glissant à l’oreille de Picasso : « En somme, toi et moi on est les plus grands peintres ; moi dans le genre moderne, toi dans le genre égyptien. »
En 1909, il vend enfin des tableaux au marchand Ambroise Vollard, pour plus de 1 000 francs, ce qui lui permet d'acheter un atelier au no 2 bis de la rue Perrel, dans le 14e arrondissement de Paris, où il est surnommé le « maître de Plaisance ».
Le 2 septembre 1910, il meurt des suites d'une gangrène de la jambe à l’hôpital Necker à Paris, qui d'ailleurs l'enregistre comme « alcoolique ». Ses amis étant absents, sept personnes dont Paul Signac (1863-1935) représentant en qualité de président de la Société des artistes indépendants et Robert Delaunay (1885-1941), suivent son cercueil jusqu'au cimetière parisien de Bagneux où — sans le sou — il est inhumé dans une fosse commune.
Le 2 mars 1912, Delaunay et sa femme Sonia Stern (ex épouse de Wilhelm Uhde), Armand Queval (1866-1932) mouleur-statuaire qui avait été son dernier logeur, Apollinaire et le collectionneur Wilhelm Uhde (1874-1947) se sont cotisés pour faire déposer sa dépouille dans une concession trentenaire (avenue des Tilleuls argentés, 95e division) sur laquelle est posé un médaillon d’Armand Queval. À cette occasion, Guillaume Apollinaire  rédige une épitaphe à la craie, qui sera gravée ensuite par les sculpteurs Constantin Brâncuși et Julio Ortiz de Zárate :

Nous te saluons

Gentil Rousseau tu nous entends

Delaunay, sa femme, Monsieur Queval et moi

Laisse passer nos bagages en franchise à la porte du ciel

Nous t'apporterons des pinceaux, des couleurs et des toiles

Afin que tes loisirs sacrés dans la lumière réelle

Tu les consacres à peindre comme tu tiras mon portrait

La face des étoiles.

Le 12 octobre 1947, à l'initiative de l'Association des amis d'Henri Rousseau, ses restes sont transférés à Laval, sa ville natale, dans le jardin de la Perrine où il repose toujours ; sur sa pierre tombale est gravée la longue épitaphe d'Apollinaire et le peintre est figuré de profil dans un médaillon en bronze, œuvre du sculpteur Constantin Brâncuși.

## Domiciles, ateliers et lieux fréquentés par le Douanier Rousseau[22]
Le site « Le douanier Rousseau à Paris »
renvoie explicitement vers la présente page.
| (1) 1888 : 135 rue de Sèvres. Sa première femme, Clémence Boitard, y meurt de la tuberculose, à 37 ans. (2) 1893–1905 : 44 avenue du Maine. (3) 1898–1901 : 3 rue Vercingétorix. Alors cité d'artistes où ont travaillé le Douanier, Pablo Gargallo, Julio González, Foujita. (4) 1901–1905 : 36 rue Gassendi. Sa seconde épouse Rosalie Joséphine Nourry y meurt en 1903 à 51 ans. (5) 1905–1906 : 44 rue Daguerre. (6) 1906–1910 : 78 rue Vercingétorix. (7) 1910 : 32 rue Alain ou 2bis rue Perrel, chez Armand Queval, peintre et mouleur statuaire. Le restaurant Pavillon Montsouris est fréquenté avant 1914 par Georges Braque, le Douanier Rousseau, Léonard Foujita, Louis Jouvet, Jacques Prévert, Eugène Ionesco, Marguerite Yourcenar. | \| (1) 1888 (2) 1893–1905 (4) 1901-1905 (5) 1905-1906 (3) 1898–1901 (6) 1906-1910 (7) 1910 Pavillon Montsouris \| |
| (1) 1888 (2) 1893–1905 (4) 1901-1905 (5) 1905-1906 (3) 1898–1901 (6) 1906-1910 (7) 1910 Pavillon Montsouris | |

## Son œuvre

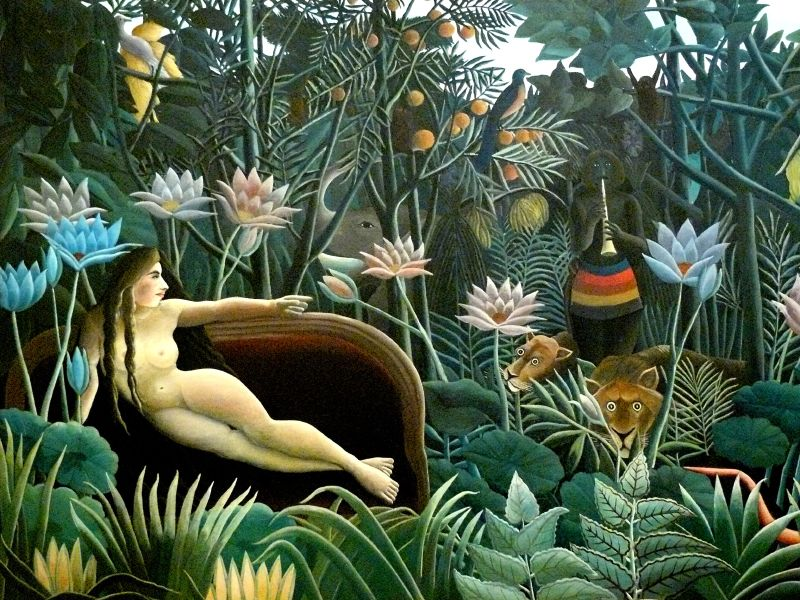
Le Rêve.

Il a peint au cours de sa vie près de 250 tableaux dont une centaine sont perdus, beaucoup ayant été donnés en guise de paiement à son épicier, sa blanchisseuse ou son vendeur de voitures.
Pour peindre, il s’évertue à reproduire ce qu’il voit et essaie de faire coïncider ce qu’il voit avec ce qu’il sait des faits. L’exotisme abonde dans son œuvre, même si Rousseau n'a pratiquement jamais quitté Paris. Son exotisme est imaginaire et stylisé, issu du Jardin des plantes, du Jardin d'acclimatation, des revues illustrées et des revues de botanique de l’époque. On lui reprochait ses portraits de face de personnages figés, son manque de perspective, ses couleurs vives, sa naïveté et sa maladresse mais « les nostalgiques de l'enfance, les traqueurs de merveilleux et tous ceux qui entendaient naviguer loin des normes s'emballèrent. Ils virent en ce douanier un passeur, un homme à la lisière entre raison et fantasme, entre civilisation et sauvagerie ». La stylisation vigoureuse de ses toiles rappelle les primitifs italiens qui donnent une dimension aux objets en fonction de leur importance émotionnelle.
Il s'inspire des arts populaires. Dans un texte paru dans la revue italienne La Voce publié par Soffici, Rousseau raconte sa fascination pour "la peinture des hommes simples" : enseignes, ex-voto, décors de baraque de foire.
Grand solitaire, il est l'objet de moqueries incessantes mais les milieux artistiques d’avant-garde sont ravis par « […] les trente nuances de vert de ses forêts inextricables, où se mêlent sans souci de vraisemblance le houx, le cactus, le paulownia, le marronnier, l'acacia, le lotus ou le cocotier […]. Picasso acheta chez un brocanteur un imposant et étrange portrait de femme qu'il conserva toute sa vie » (Éric Biétry-Rivierre). Coloriste original, avec un style sommaire mais précis, il a influencé la peinture naïve.
L'œuvre de Rousseau a momentanément freiné la progression des recherches artistiques menées par les peintres futuristes italiens, qui sont revenus à une peinture naïve pendant une courte période précédant celle des polymatières.

### Les «jungles»

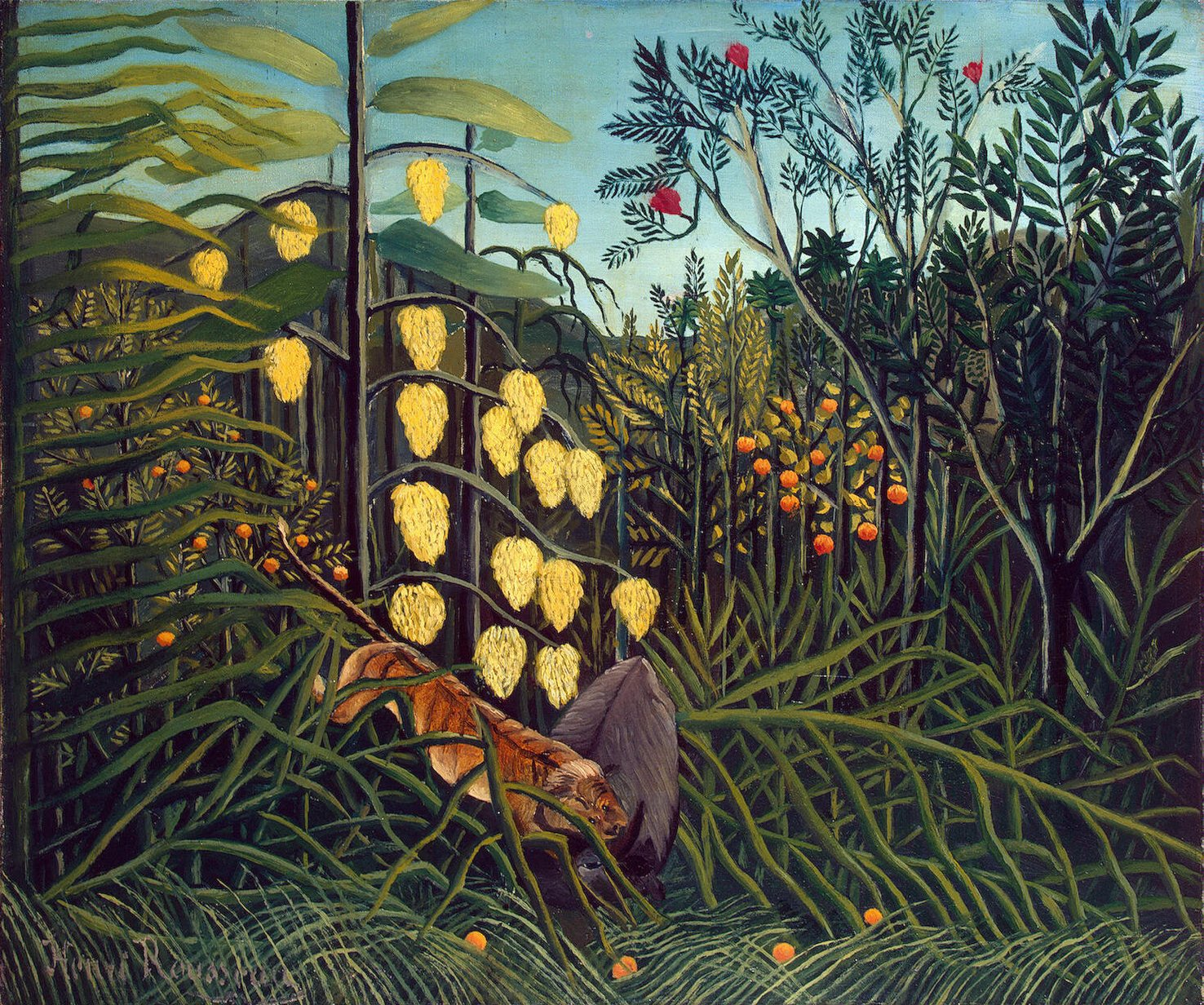
Combat de tigre et de buffle (1908-1909).

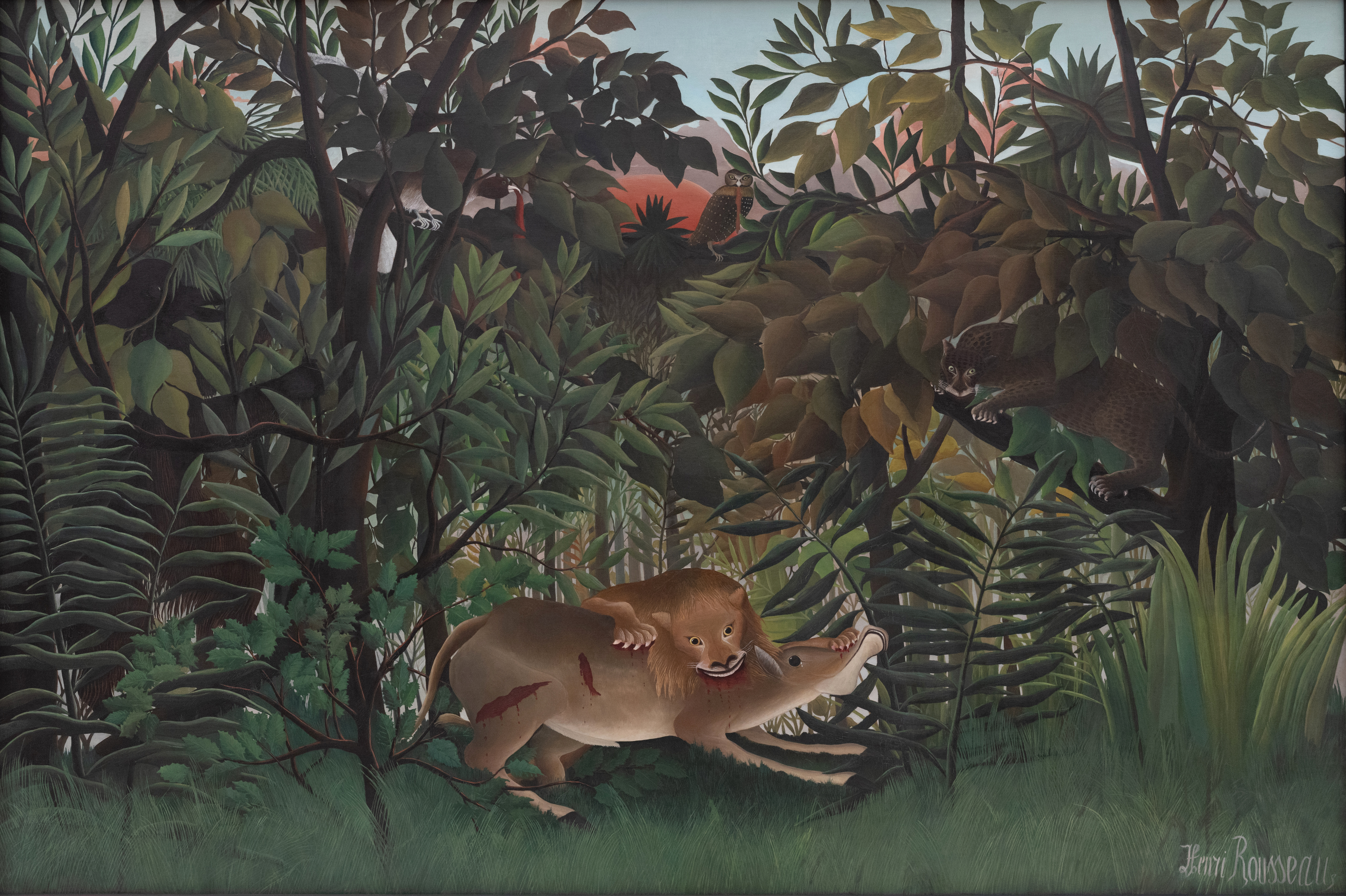
Le lion, ayant faim, se jette sur l'antilope (1898-1905).

C'est l'un des thèmes les plus féconds du peintre, qu'il poursuit jusqu'à sa mort.
Toujours dans une flore exubérante et totalement inventée (en témoignent les nombreux régimes de bananes qui pendent à chaque branche, ou la disproportion des feuillages), il met en scène des combats féroces entre un fauve et sa proie (sauf dans Tigre combattant un nègre), ou au contraire, un portrait plus apaisé d'un grand animal, comme des singes dans Les Joyeux Farceurs en 1906. Ces animaux lui ont été inspirés par ceux de la ménagerie du Jardin d'acclimatation et par des revues.
Dans ses dernières « jungles », il a représenté des personnages (dans La Charmeuse de serpents et Le Rêve) en harmonie avec la nature. D'abord critiquées par leur manque de réalisme et leur naïveté, ses « jungles » seront plus tard reconnues comme des modèles par tous, d'où cette phrase de Guillaume Apollinaire lors du salon d'Automne où Rousseau exposa Le Rêve : « Cette année, personne ne rit, tous sont unanimes : ils admirent. »

### Les paysages
Ils sont soit végétaux, intemporels, représentant des lieux qu'il connaît bien (berges de l'Oise), soit plus urbains. Ils comportent souvent des détails en rapport avec le progrès technique de son temps : dirigeable, poteaux télégraphiques, ponts métalliques, la tour Eiffel. Ces paysages restent cependant dans une tonalité naïve. En effet, Rousseau n'y fait apparaître aucune notion de perspective.
Une distorsion d’échelle est un procédé récurrent dans ses paysages. C'est une démarche semblable à celle des artistes médiévaux, il met ainsi l’accent sur ce qui compte pour lui dans la composition.

Paysages d’Henri Rousseau
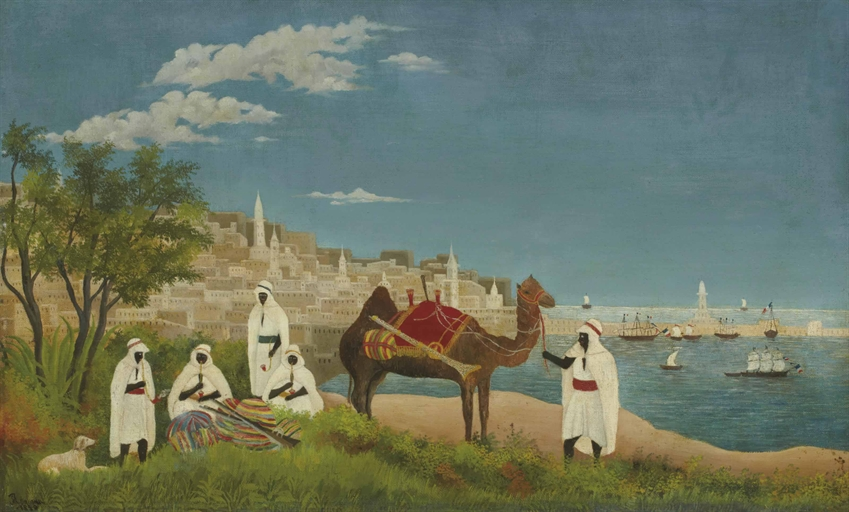
Paysage d'Alger (1880).
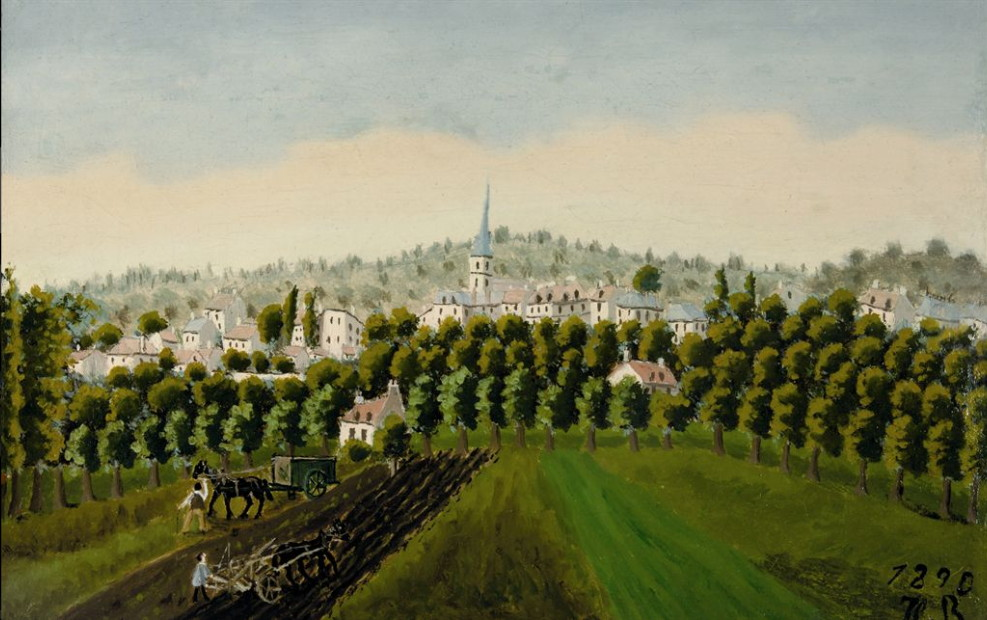
Vue de Billancourt et Bas-Meudon (1890).
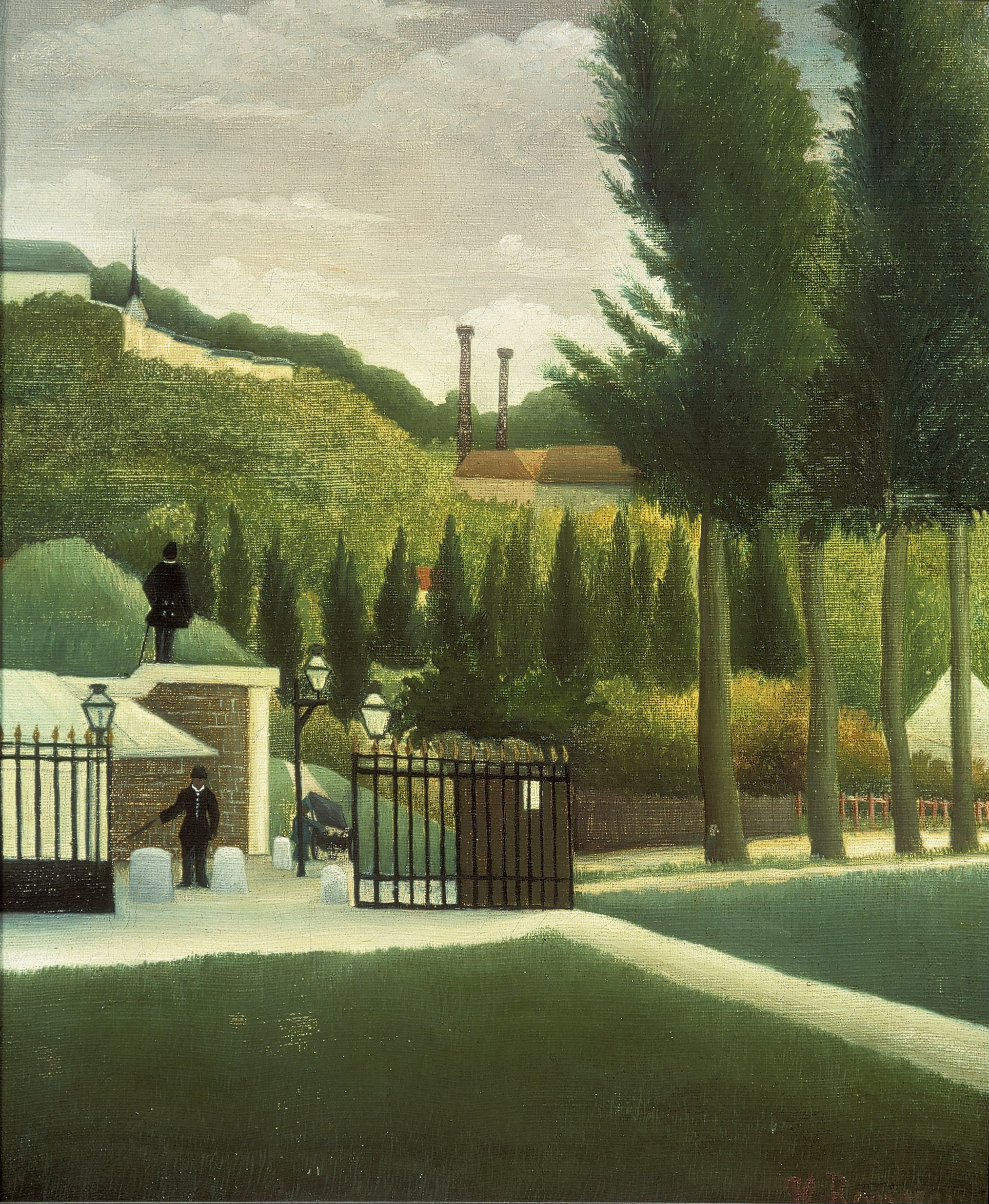
L’Octroi, Institut Courtauld (1890).

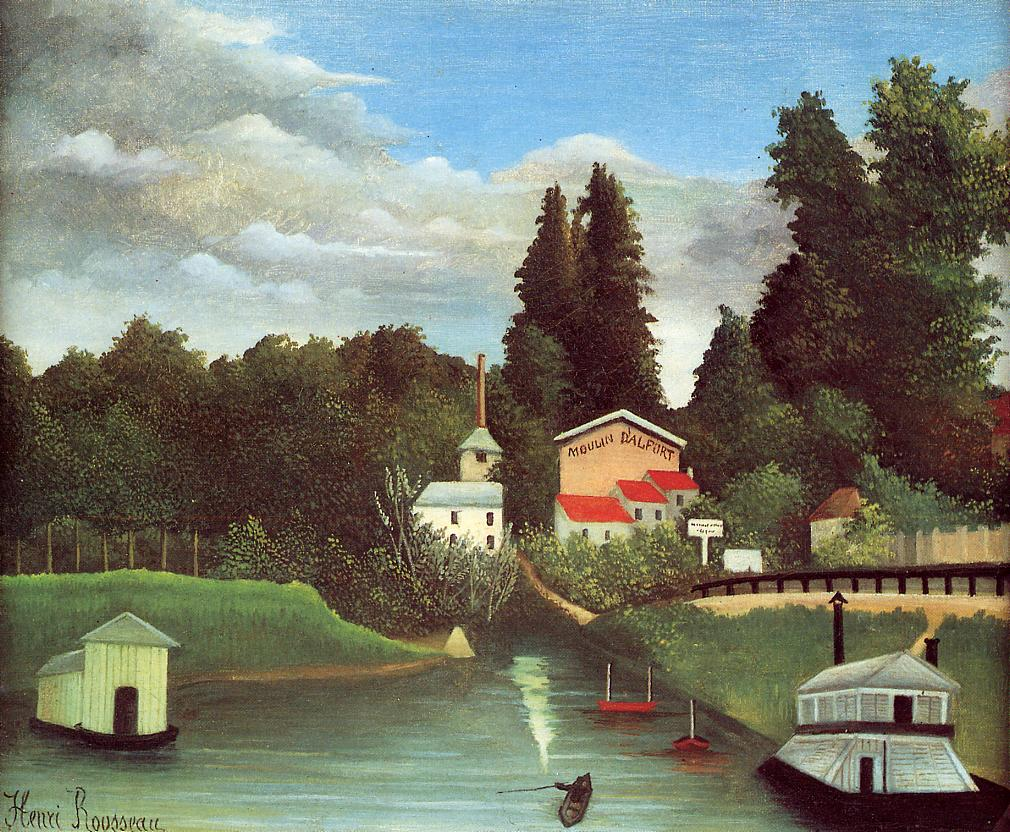
Le Moulin d’Alfort, musée de Pola (1895).
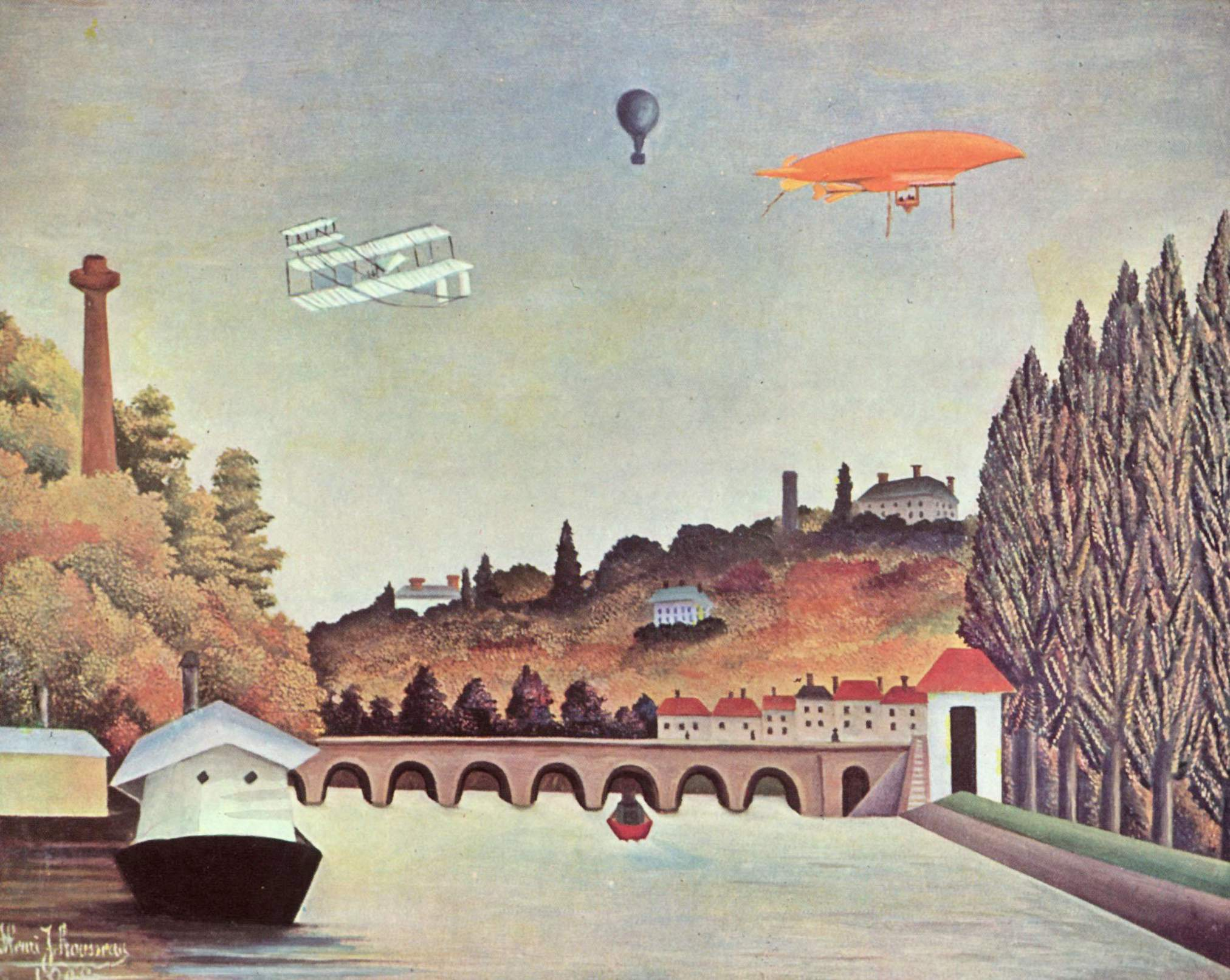
Vue du pont de Sèvres, musée Pouchkine (1908).
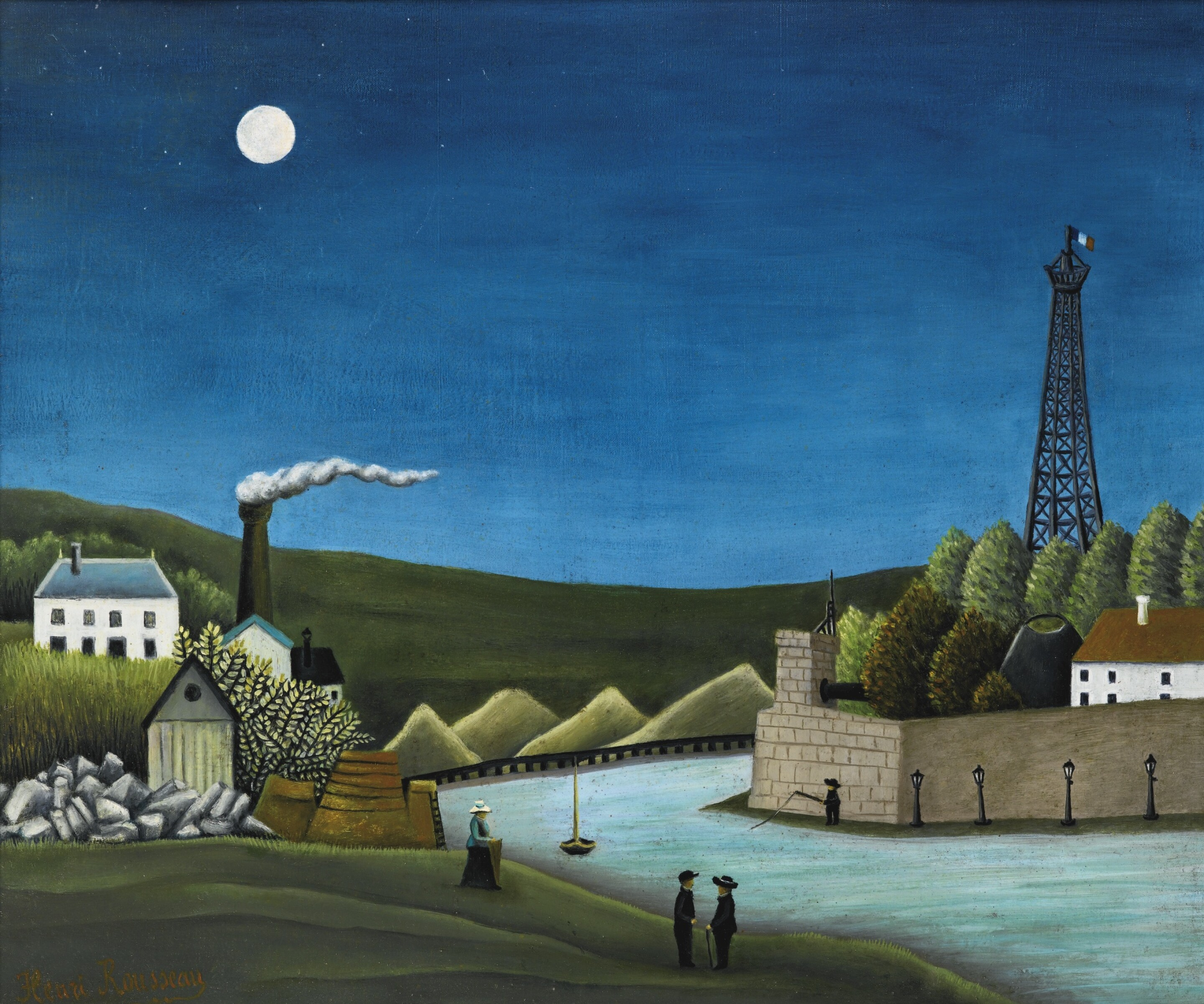
La Seine à Suresnes (avant 1911).

### Les portraits

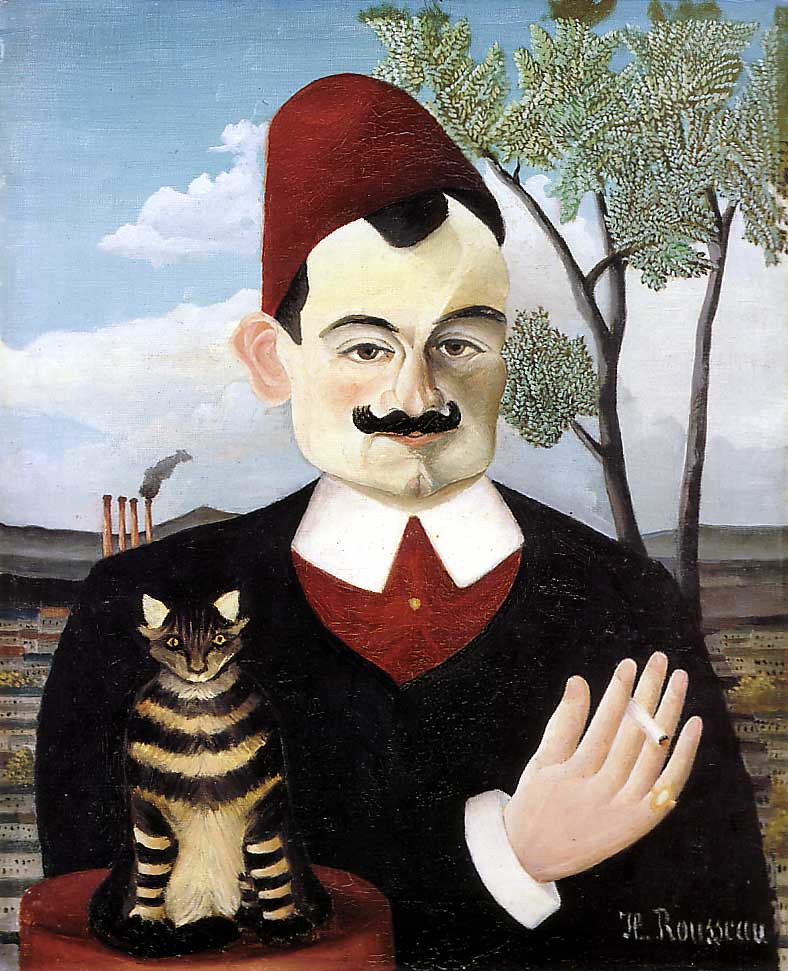
Portrait de Monsieur X (Pierre Loti), par Henri Rousseau (Kunsthaus de Zurich).

Les personnages sont figés, de face, le visage le plus souvent inexpressif. S'ils sont plusieurs, ils sont représentés simplement juxtaposés. Ils paraissent massifs, gigantesques en comparaison avec les éléments du décor, mais cela semble être une conséquence du fait que le peintre ne maîtrise pas la représentation des perspectives (ou qu'il utilise, sans la connaître, la perspective signifiante du Moyen Âge). En effet, le paysage est presque au même plan que le sujet, avec son foisonnement de détails, mais à la perspective absente. Ses portraits sont le plus souvent sans nom, même si des indices permettent d'identifier le personnage, par exemple Pierre Loti dans son Portrait de M. X (1910, KunstHaus de Zürich). De même, le premier portrait réalisé par le peintre, représentant une femme qui sort d'un bois, semble être celui de sa première femme, Clémence.
Il joue sur l'introduction de l'étrange dans le réel et s’affirme comme le maître des paradoxes spaciaux.
Il retrouve l'esthétique des "primitifs" français ou italiens à une époque fascinée par les primitivismes en tout genre. C'est une facette de son art qui fascine ses contemporains et qui fait écrire à André Lhote (1885-1962) : "Il eut au Moyen Âge fait les délices de la foule..." ou à Arsène Alexandre (1859-1937), critique d’art, qu'il était "le Paolo Ucello de notre siècle.".

### Ses écrits
Il a dans ses relations autant de peintres que d'écrivains. Parmi ces derniers, on peut citer, outre Alfred Jarry et Apollinaire, Blaise Cendrars et André Breton. Il a écrit plusieurs pièces de théâtre :
- La Vengeance d'une orpheline russe, en 1898[34] ;
- Une visite à l'exposition de 1889, en 1889 ;
- L'Étudiant en goguette.

Il a écrit également plusieurs courts textes ou poèmes explicatifs sur certaines de ses œuvres, notamment pour sa Bohémienne endormie (1897).

## Lieux d'exposition permanente
| Pays                   | Ville        | Musée                                           | Œuvre |
| ---------------------- | ------------ | ----------------------------------------------- | --- |
| Drapeau de l'Allemagne | Cologne      | Sammlung Zander (de)                            | - Vue de Bois de Boulogne, 1895 - Scène de guerre, 1888 |
| Drapeau de la France   | Laval        | musée d'Art naïf et d'Arts singuliers           | - La Moisson au château , début XXe siècle) - Le Pont de Grenelle, 1892 - Paysage, vers 1905 |
| Drapeau de la France   | Paris        | musée d'Orsay                                   | - La Guerre, 1893 - La Charmeuse de serpents, 1907 - Portrait de Madame M., vers 1896 |
| Drapeau de la France   | Paris        | musée de l'Orangerie                            | - La Noce, vers 1905 - La Carriole du Père Junier, 1908 - Le Navire dans la tempête, 1899 - La Fabrique de chaises - La Falaise - Les Pêcheurs à la ligne - Promeneurs dans un parc - L'Enfant à la poupée            |
| Drapeau de la France   | Paris        | musée Picasso                                   | - Portrait de femme, 1895 - Portrait de l'artiste à la lampe, 1895 - Portrait de la seconde femme de l'artiste, 1903 - 1907, Les Représentants des puissances étrangères venant saluer la République en signe de paix |
| Drapeau de la France   | Paris        | Centre Pompidou                                 | - La Basse-cour (1896-1898) - Le Peintre et son modèle (1900-1905) - Nature morte aux cerises (vers 1907) |
| Drapeau de la France   | Nice         | musée international d'art naïf Anatole-Jakovsky | - Portrait de Frumence Biche en civil (vers 1891) - Portrait de Frumence Biche en uniforme, s/d |
| Drapeau de la Tchéquie | Prague       | Galerie nationale                               | - Moi-même, portrait-paysage (1890) |
| Drapeau de la Suisse   | Bâle         | Fondation Beyeler                               | - Le lion, ayant faim, se jette sur l'antilope (1898-1905)* |
| Drapeau de la Suisse   | Winterthour  | musée des Beaux-Arts de Winterthour             | - Pour fêter le bébé ! (1903), huile sur toile - Nature morte aux fleurs (1910) |
| Drapeau de la Suisse   | Zurich       | Kunsthaus de Zurich                             | - Portrait de Monsieur X (entre 1881 et 1910) |
| Drapeau du Royaume-Uni | Londres      | National Gallery                                | *Surpris ! (1891) |
| Drapeau des États-Unis | Washington   | National Gallery of Art                         | - L'Enfant aux rochers (1895-1897) - La Jungle équatoriale (1909) - Forêt tropicale avec singes (1910) - Combat de tigre et buffle (1891) - La Chasse au tigre (vers 1895)                                            |
| Drapeau des États-Unis | Washington   | The Phillips Collection                         | - La Bougie rose (vers 1908) |
| Drapeau des États-Unis | New York     | MoMA                                            | - La Bohémienne endormie (1897) - Le Gitan endormi (1897) - Le Repas du lion (1907) - Le Rêve (1910) - Berges de la Bièvre près de Bicêtre                                                                            |
| Drapeau des États-Unis | Philadelphie | Philadelphia Museum of Art                      | - Un soir de carnaval (1886) - Les Joyeux Farceurs (1906) - Jeune Fille en rose (1906-1907) |
| Drapeau des États-Unis | Chicago      | Art Institute of Chicago                        | - La Cascade (1910) |
| Drapeau des États-Unis | San Antonio  | musée d'Art McNay                               | - Vue de Bretagne (1906) |
| Drapeau du Japon       | Tokyo        | musée Artizon                                   | - Quai d'Ivry (vers 1908) |
| Drapeau de l'Argentine | Buenos Aires | musée national des beaux-arts                   | - Portrait du père de l'artiste (vers 1905) |

## Hommages

### Bâtiments publics
- Le lycée Douanier Rousseau à Laval porte son nom depuis 1968.

### Expositions
| 1984      | Paris, Grand Palais       | Le Douanier Rousseau                                       |
| 1985      | New York, MoMA            | Le Douanier Rousseau                                       |
| 2006      | Paris, Grand Palais       | Jungles urbaines                                           |
| 2016      | Paris, musée d'Orsay      | Le Douanier Rousseau. L'innocence archaïque                |
| 2016-2017 | Prague, galerie nationale | Le Douanier Rousseau. L'innocence archaïque                |
| 2019      | Paris, musée Maillol      | Du douanier Rousseau à Séraphine, les grands maîtres naïfs |

### Chanson et roman
- Serge Gainsbourg, Lemon Incest, 1985 (Le chanteur parle en verlan de sa fille, « naïve comme une toile du NiéDoi SseauRou ».)
- MC Solaar, Temps mort, 1994 (La dernière chanson de l'album Prose combat dit « J'étais naïf comme Rousseau, pas le douanier, le philosophe ».)
- La Compagnie créole, Vive le Douanier Rousseau !, 1983 (Cette chanson, dont le succès populaire a contribué à l'intérêt public pour le peintre[réf. souhaitée], est utilisée en 2016 dans la musique du film Apnée.)
- Maha Harada (en), La Toile du paradis, Arles, Éditions Philippe Picquier, 2021 (Dans ce roman, le personnage principal mène une enquête sur l'œuvre de Henri Rousseau.)